# 韦扎克
韦扎克（法語：Vézac，法語發音：[vezak]）是法国康塔尔省的一个市镇，位于该省中西部，省会欧里亚克以东，属于欧里亚克区。

## 地理
韦扎克（44°53'35"N, 2°31'10"E）面积15.02 平方千米，位于法国奥弗涅-罗讷-阿尔卑斯大区康塔爾省，该省份为法国中南部省份，位于法國中央高原中心，北起科雷兹省、上盧瓦爾省和多姆山省，西接洛特省和科雷兹省，南至阿韦龙省和洛特省，东临上盧瓦爾省和洛泽尔省。
与韦扎克接壤的市镇（或旧市镇、城区）包括：塞尔河畔阿尔帕容、卡拉、日乌德马穆、拉布鲁斯、圣艾蒂安德卡拉、约莱。

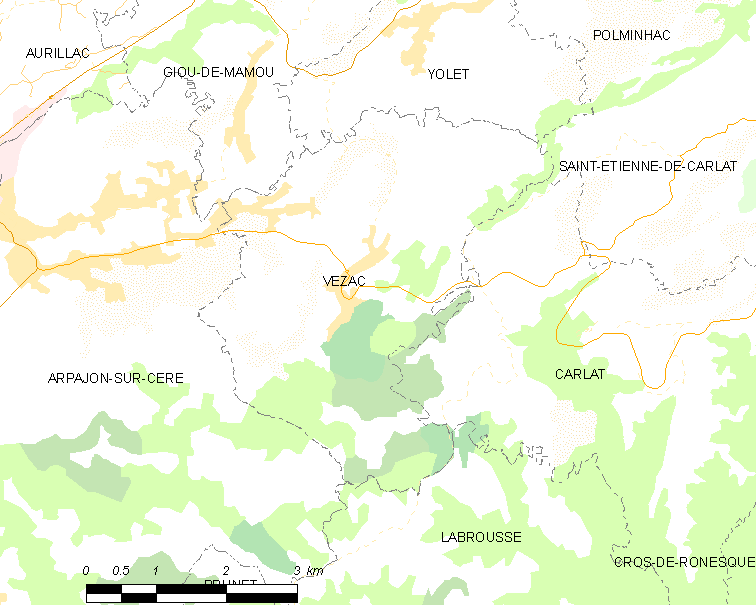
韦扎克的OSM定位图

韦扎克的时区为UTC+01:00、UTC+02:00（夏令时）。

## 行政
韦扎克的邮政编码为15130，INSEE市镇编码为15255。

## 政治
韦扎克所属的省级选区为塞尔河畔维克县。

## 人口

1962-2008年间韦扎克人口变化图示

韦扎克于2022年1月1日时的人口数量为1314人。